# Sergio Rajsbaum
Sergio Rajsbaum Gorodezky (Ciudad de México, 3 de marzo de 1962) es un informático mexicano, que trabaja en el campo de la informática teórica, específicamente la computación concurrente y distribuida. Es profesor del Instituto de Matemáticas de la Universidad Nacional Autónoma de México, donde ha sido miembro de la facultad desde 1991.

## Biografía
Nació en 1962 en la Ciudad de México, dentro de una familia judía. Se educó en la Facultad de Ingeniería de la UNAM, obteniendo una licenciatura en ingeniería informática en 1985.
Obtuvo su doctorado en el Instituto Tecnológico de Israel (Technion) de Israel en 1991, con la tesis Sincronización en redes distribuidas escrita bajo la dirección de Shimon Even. Su tesis introdujo el problema del unísono.
Realizó estudios postdoctorales de 1993 a 1995 en el Instituto de Tecnología de Massachusetts con Nancy Lynch. La investigación resultó en contribuciones a tres temas. Un método para calcular la precisión de sincronización de reloj alcanzable en función de los límites de deriva de reloj individuales y de comunicación de una red determinada. Una simulación para traducciones directas de algoritmos y resultados de imposibilidad de un modelo con cierta resiliencia a un modelo con una resiliencia diferente. El estudio de la conexión profunda entre la computación distribuida y la topología algebraica, un ejemplo de la interacción entre las matemáticas y la computación.
La colaboración que comenzó en 1994 con Maurice Herlihy fue el comienzo de un proyecto de investigación que ha durado más de 30 años y se resume en el libro "Computación distribuida mediante topología combinatoria", que escribieron junto con el matemático Dmitry Feichtner-Kozlov. La perspectiva topológica ha ido más allá de la computación distribuida y ha llevado al trabajo en topología combinatoria y topología dirigida, y conexiones con la lógica, la verificación en tiempo de ejecución y la teoría de la elección social.
Fue investigador visitante del Institut de recherche en informatique fondamentale (IRIF) entre 2022 y 2023.

## Reconocimientos
Con sus compañeros de trabajo, Rajsbaum recibió los Best Paper Awards en las siguientes conferencias científicas. DISC (2011) por su artículo "Locality and Checkability in Wait-Free computing" y SSS (2019) por su artículo "Synchronous t-Resilient Consensus in Arbitrary Graphs".
Su trabajo "Nuevos límites de topología combinatoria para cambiar el nombre: el límite superior" con su estudiante de doctorado Armando Castañeda fue reconocido en ACM Notable Computing Books and Articles de 2012 y recibió el Best Student Paper Award en PODC (2008).
Su libro "Computación distribuida mediante topología combinatoria" fue seleccionado como un libro notable en la lista Best of Computing 2013 de la Association for Computing Machinery.
Rajsbaum recibió el Premio Nacional de Computación 2022 de la Academia Mexicana de Computación. Es miembro de la Academia Mexicana de Ciencias.

## Obra seleccionada

### Trabajos de investigación
- Rajsbaum, Sergio; Even, Shimon (1990). Unison in Distributed Networks. Sequences, Combinatorica, Compression, Security, and Transmission, R.M. Capocelli. Springer-Verlag. pp. 479-487. doi:10.1007/978-1-4612-3352-7_38.
- Rajsbaum, Sergio; Even, Shimon (1995). «Unison, canon, and sluggish clocks in networks controlled by a synchronizer Math». Systems Theory (Springer-Verlag) 28: 421-435. doi:10.1007/BF01185865.
- Patt-Shamir, Boaz; Rajsbaum, Sergio (1994). A theory of clock synchronization (extended abstract). ACM STOC. pp. 810-819. doi:10.1145/195058.195466.
- Borowsky, Elizabeth; Gafni, Eli; Lynch, Nancy A.; Rajsbaum, Sergio (2001). The BG distributed simulation algorithm. Distributed Comput. 14(3). pp. 127-146. doi:10.1007/PL00008933.
- Herlihy, Maurice; Rajsbaum, Sergio (1997). The Decidability of Distributed Decision Tasks (Extended Abstract). STOC. pp. 589-598. doi:10.1145/258533.258652.
- Castañeda, Armando; Rajsbaum, Sergio (2012). New combinatorial topology bounds for renaming: the upper bound 59. New York, USA: Journal of the ACM. pp. 1-49. doi:10.1145/2108242.2108245.
- Castañeda, Armando; Fraigniaud, Pierre; Paz, Ami; Rajsbaum, Sergio; Roy, Matthieu; Travers, Corentin (2019). Synchronous t-Resilient Consensus in Arbitrary Graphs. SSS. pp. 53-68.
- Fraigniaud, Pierre; Rajsbaum, Sergio; Travers, Corentin (2011). Locality and Checkability in Wait-Free Computing. DISC. pp. 333-347. doi:10.1007/978-3-642-24100-0\_34.
- Bonakdarpour, Borzoo; Fraigniaud, Pierre; Rajsbaum, Sergio; Rosenblueth, David A.; Travers, Corentin (2022). Decentralized Asynchronous Crash-resilient Runtime Verification. J. ACM 69(5): 34. pp. 1-34. doi:10.1007/978-3-642-24100-0\_34.
- Goubault, Éric; Ledent, Jérémy; Rajsbaum, Sergio (2021). A simplicial complex model for dynamic epistemic logic to study distributed task computability. Inf. Comput. 278: 104597. doi:10.1016/j.ic.2020.104597.
- Rajsbaum, Sergio; Raventós-Pujol, Armajac (2022). A Distributed Combinatorial Topology Approach to Arrow's Impossibility Theorem. ACM PODC. pp. 471-481. doi:10.1145/3519270.3538433.

### Libros
- Herlihy, Maurice; Kozlov, Dmitry; Rajsbaum, Sergio (2013). Distributed Computing Through Combinatorial Topology. ISBN 978-0-12-404578-1. OCLC 864899516.
- Rajsbaum, Sergio (2009). Conocimientos fundamentales de computación. ISBN 978-607-02-0989-5.